# Hoya carnosa
La flor de nácar o de cera (Hoya carnosa) es una especie de plantas de la familia Apocynaceae. En Chile se llama "clepia" y en otros lugares "flor de porcelana" o flor de cera.

## Descripción
Los tallos tienen hasta 6 metros de longitud. Las hojas, ovales o elípticas, miden 3-5 cm de ancho y 3,5-13 cm de largo, con un peciolo de 1 a 1,5 cm aprox. Las flores se agrupan en forma de umbela. Cada flor es de color blanco, a veces con un centro rosa, y miden 1.5 a 2 cm de diámetro.

## Cultivo
Esta planta trepadora puede cultivarse sobre un pequeño armazón. Tiene hojas ovales lustrosas y verde oscuro de verano a otoño, y da flores estrelladas aromáticas, blancas o rosas, con el centro de color rosa oscuro.

## Distribución
Esta es una de las 100 especies de Hoya que son nativas del este de Asia y Australia.

## Sinonimia
- Asclepias carnosa L. f.[1]

## Galería

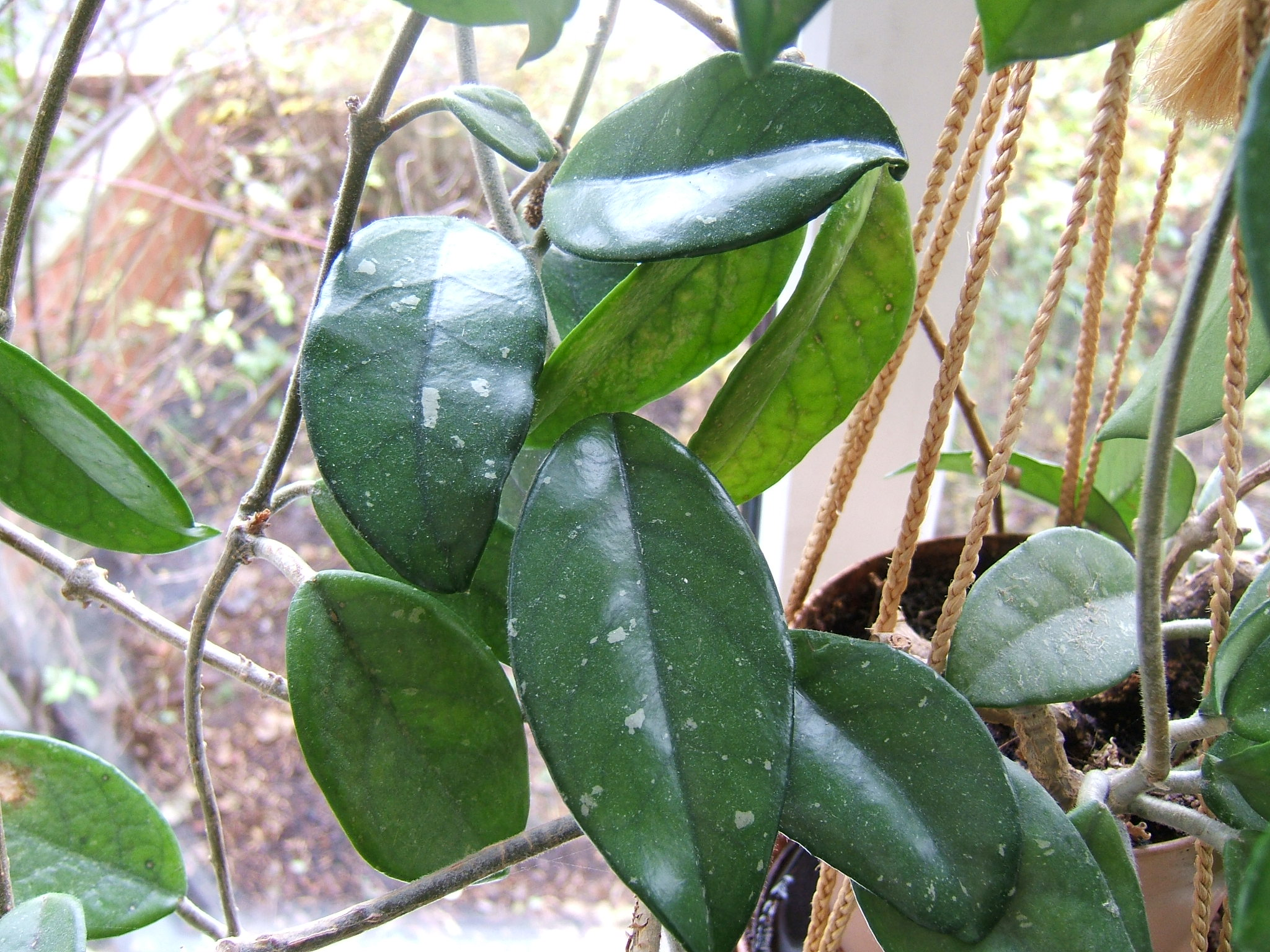
Hojas
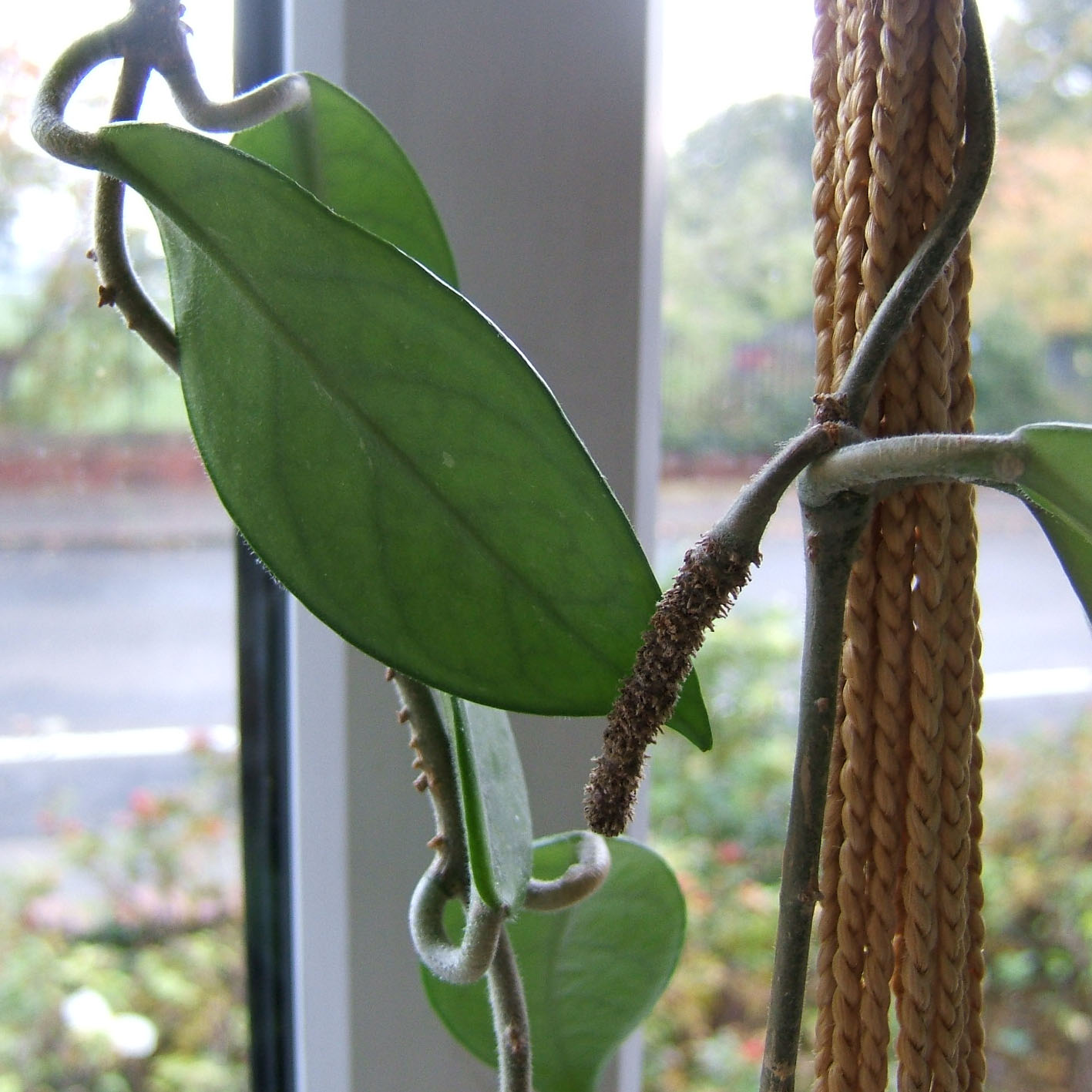
Hojas
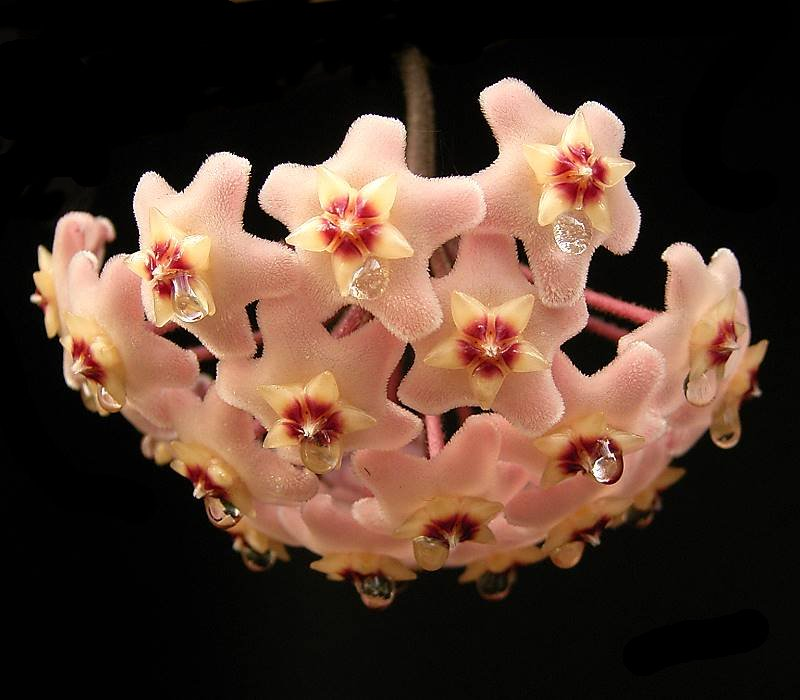
Inflorescencia
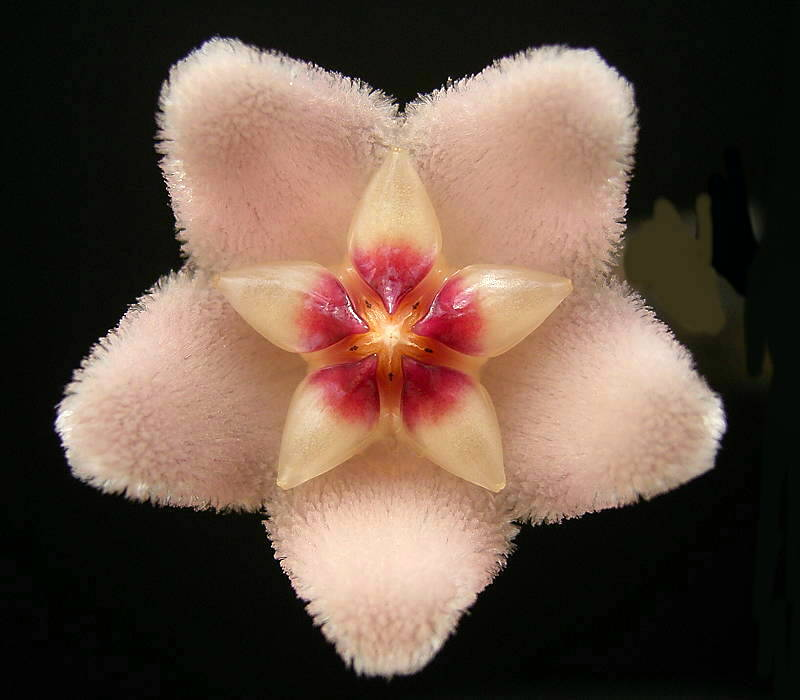
Flor
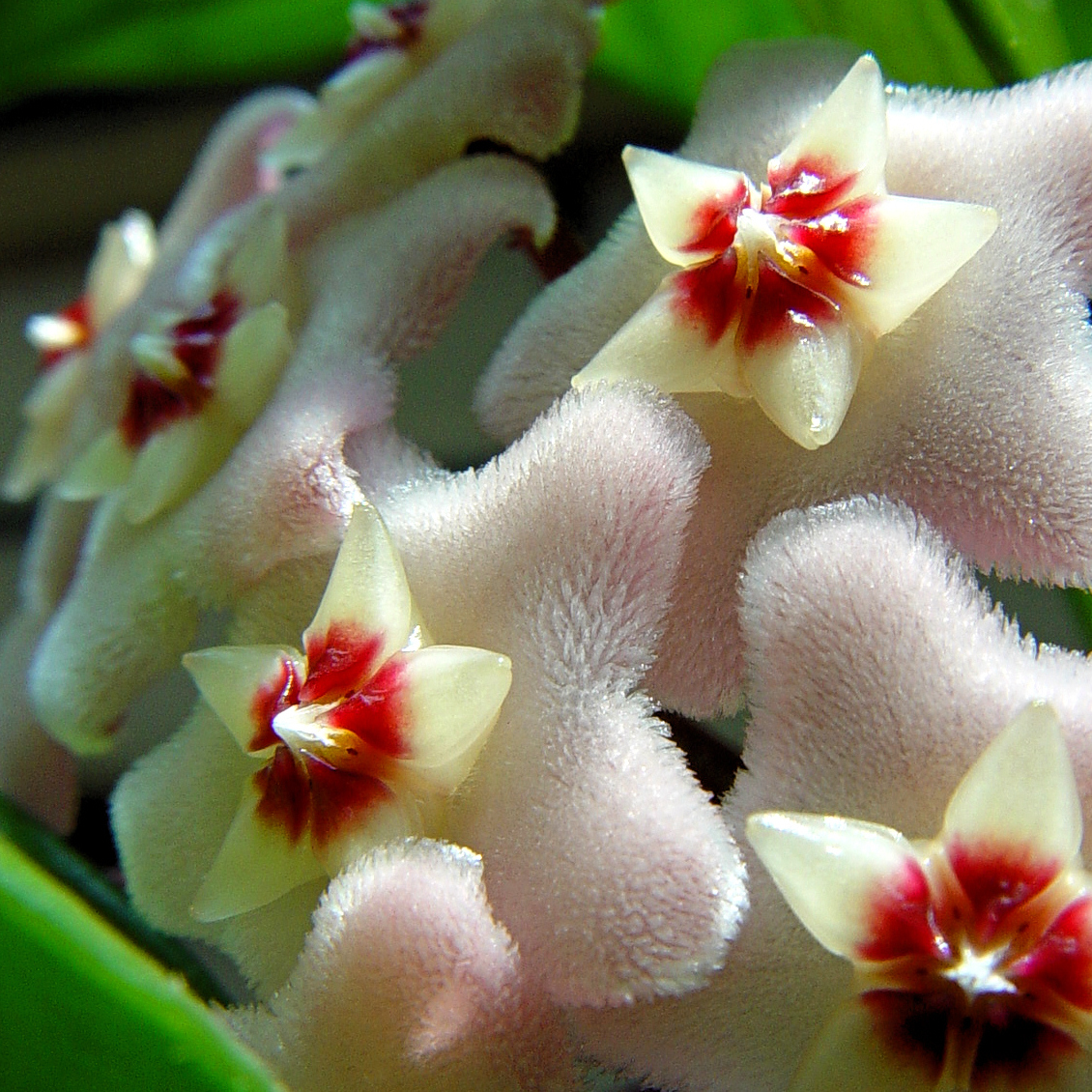
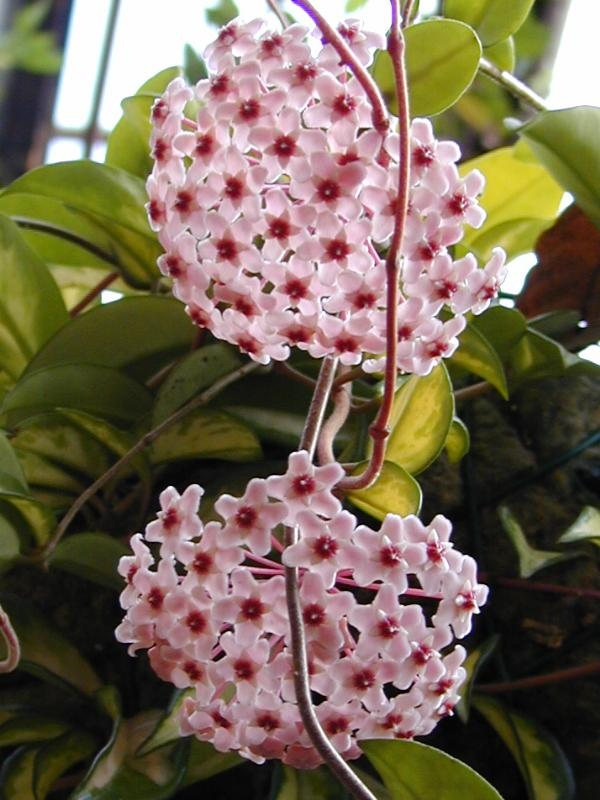
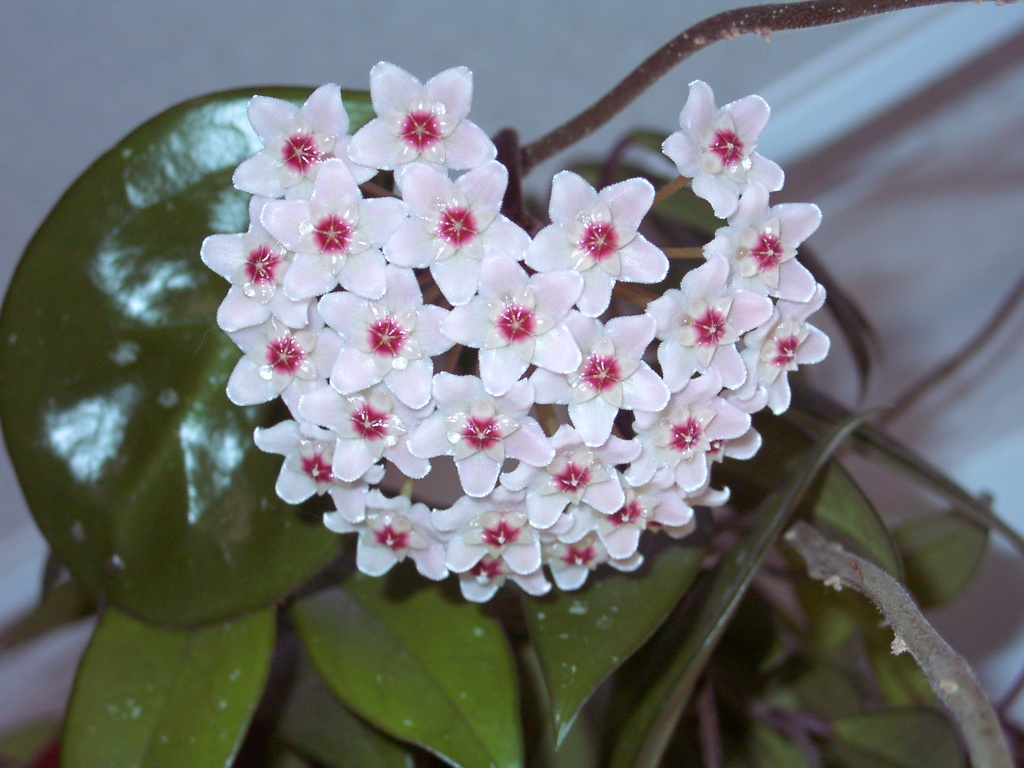
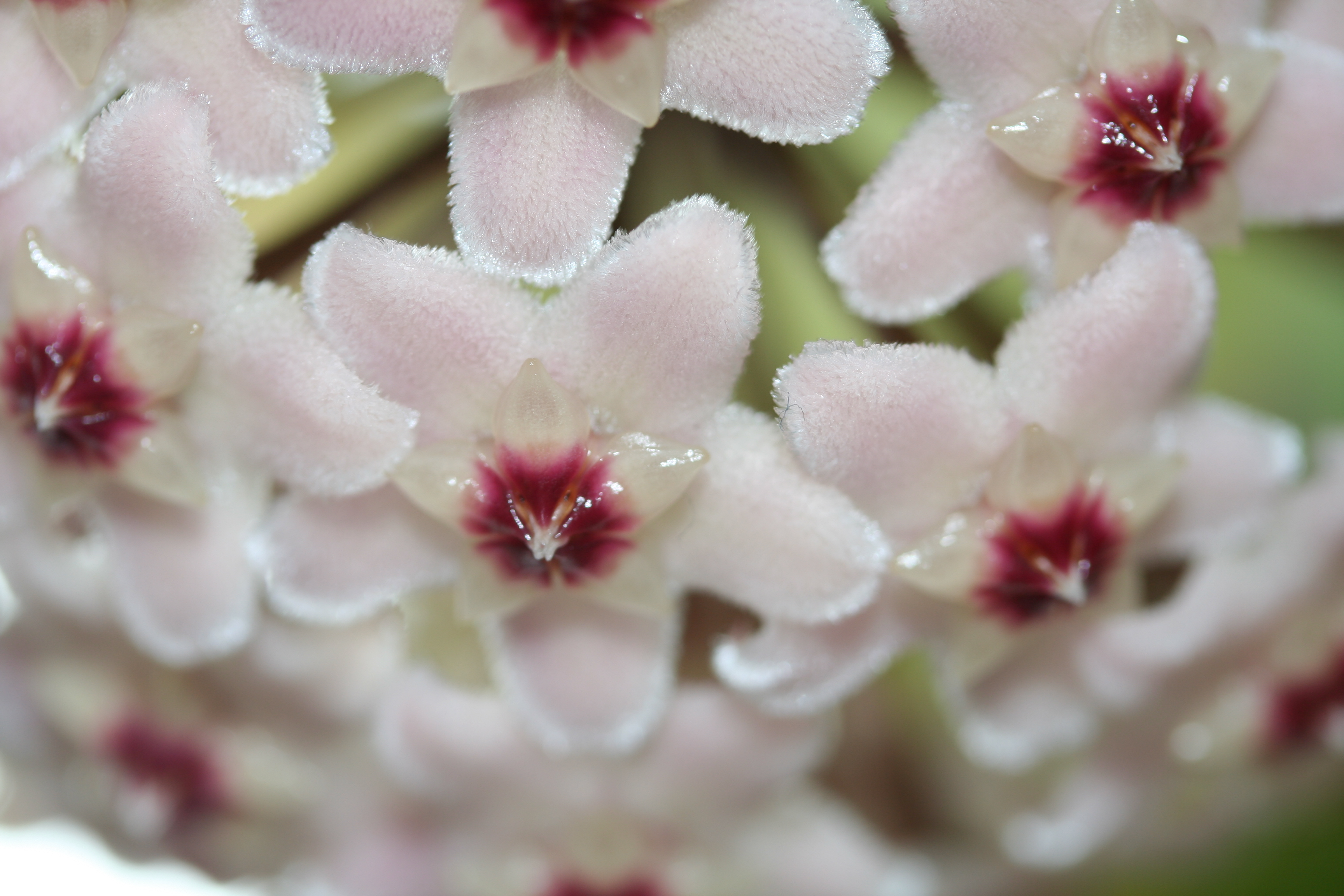
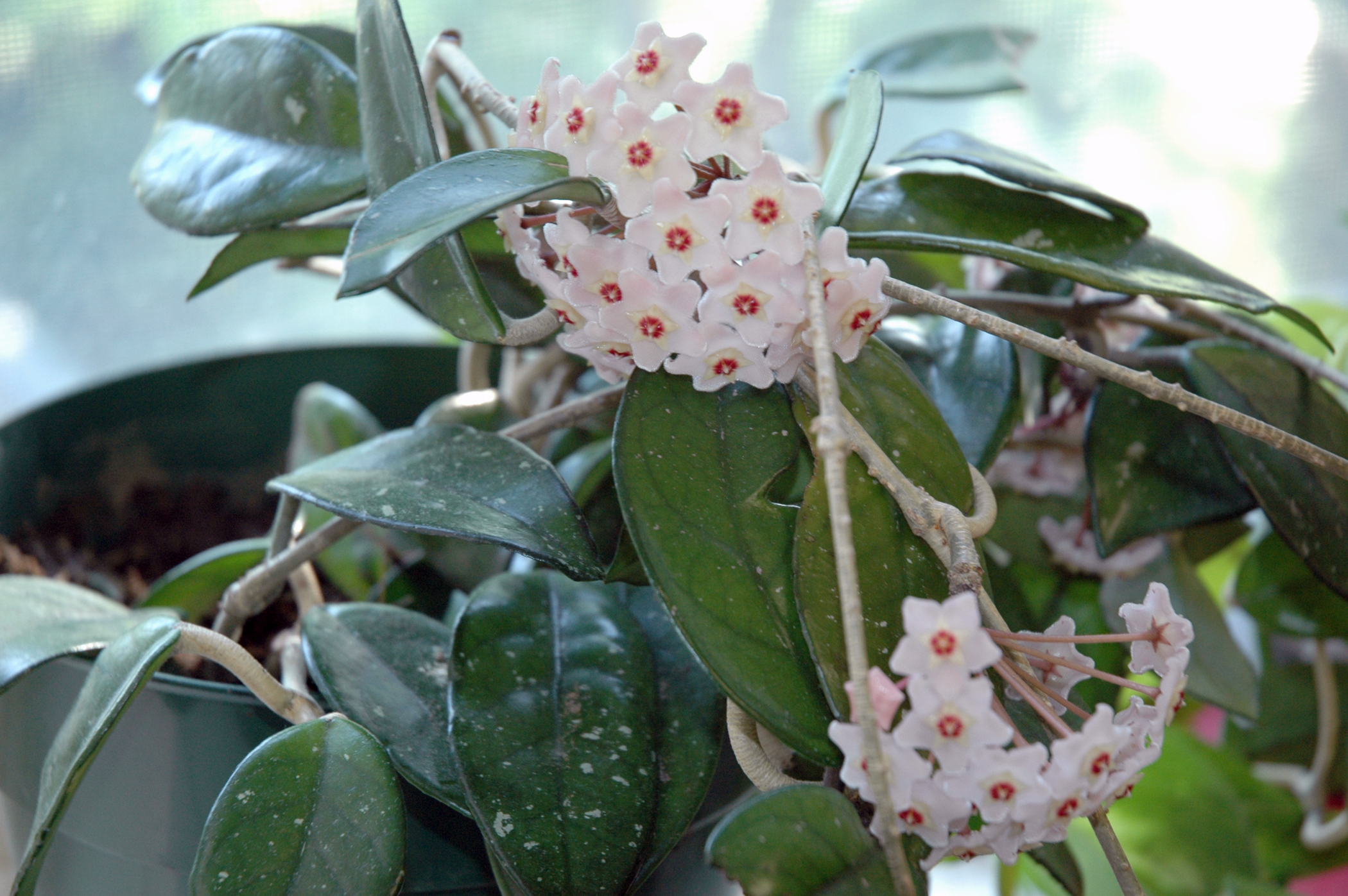
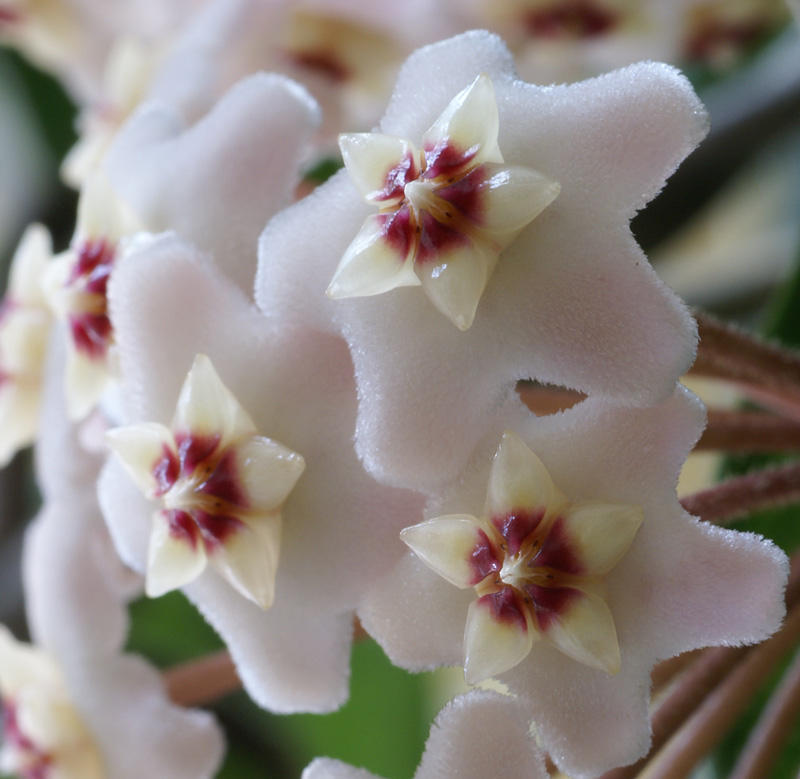
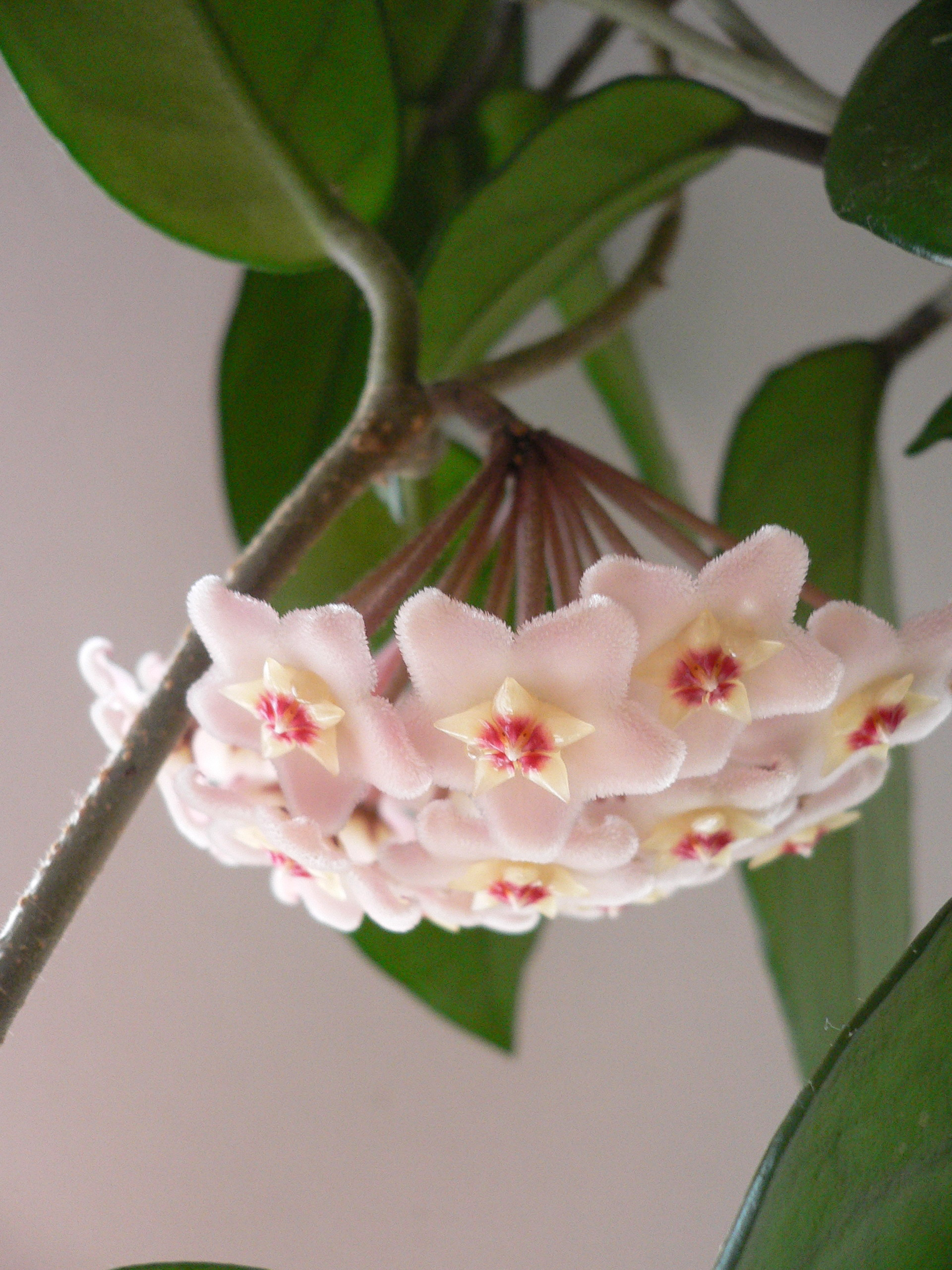
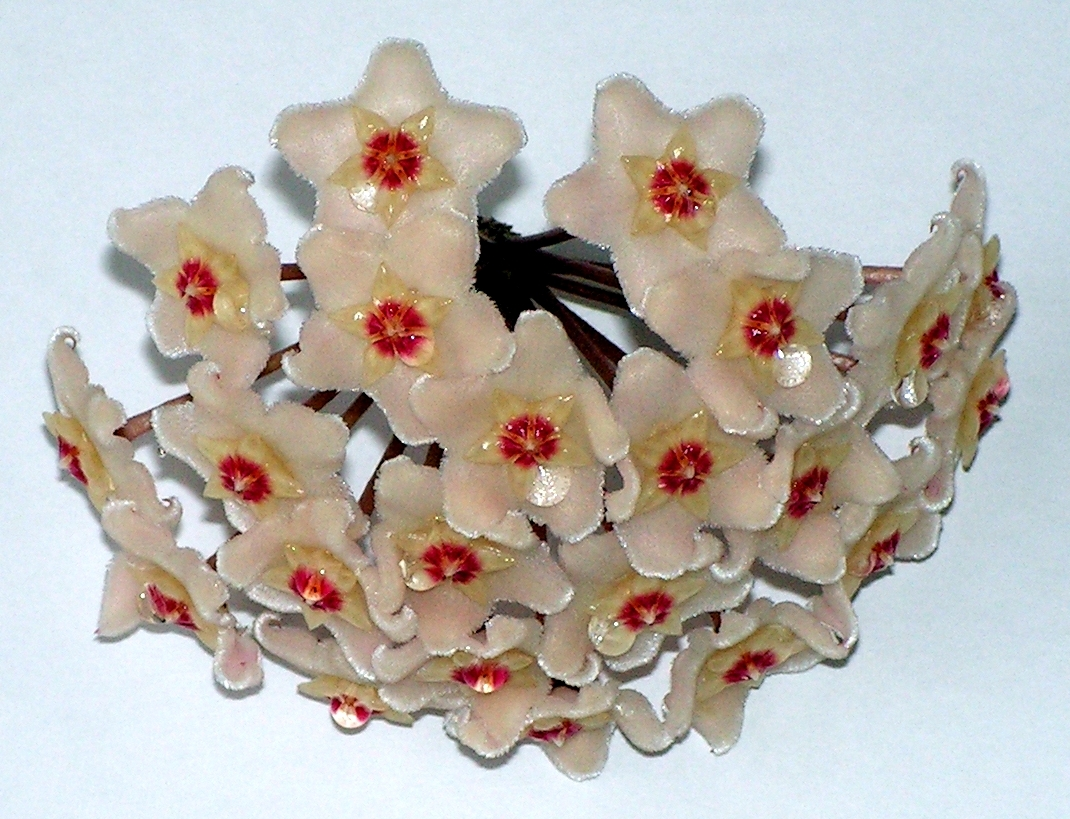